# Al Santos
Alfredo Luis Santos, znany jako Al Santos (ur. 13 lipca 1976 na Long Island w stanie Nowy Jork) – amerykański aktor i model.

## Życiorys

### Wczesne lata
Urodził się na nowojorskim Long Island w rodzinie pochodzenia hiszpańskiego, portugalskiego i irlandzkiego jako syn Nancy Santos. Ma czwórkę rodzeństwa – dwie siostry i dwóch braci, Chrisa (ur. 21 maja 1978) i Patricka. Przez pięć lat uczęszczał do CUNY Hunter College na Manhattanie. Początkowo myślał o karierze lekarza lub fizyka. Z powodu swojej pasji do nauk ścisłych, przez lata studiował na kilku uniwersytetach w Nowym Jorku, zanim ponownie zdecydował się na aktorstwo. Uczył się aktorstwa pod kiernkiem Penny Templeton, Nikolaja Gusowa i Ivany Chubbuck w NYU Film i Hunter Cuny College Film.

### Kariera
W latach 1991–2002 pracował jako model. Mając piętnaście lat podpisał kontrakt z Ford Modeling Agency. Był twarzą  Versace. Reklamował odzież tak znanych projektantów jak Giorgio Armani, Gianni Versace, Valentino, Dolce & Gabbana, Levi’s, Lee, Wrangler czy Abercrombie & Fitch. Brał również udział w spotach reklamowych, w tym Pringles (2002). Był na okładkach magazynów takich jak „Seventeen”, „YM”, „Teen Vogue”, „American Fitness” i „Elle”. W 2001 został uznany za „Człowieka roku Cosmopolitan”; w nadchodzących dniach Howard Stern i Regis Philbin naśmiewali się z jego tytułu podczas swoich występów.
Wystąpił w roli studenta-sportowca Scotta w filmie Santa Monica Boulevard (2001) u boku Scotta Wolfa. Na małym ekranie zadebiutował w roli Johnny’ego Bishopa w sitcomie wytwórni Warner Bros. Grosse Pointe (2000–2001) z Williamem Ragsdale. Rozpoznawalność przyniosła mu rola Dantego Belasco, zawodnika szkolnej drużyny koszykarskiej w horrorze Smakosz 2 (Jeepers Creepers II, 2003). W sitcomie stacji The WB Do usług (The Help, 2004), którego reżyserią zajął się Ron Leavitt, zaangażowano go do roli Olliego, szofera romansującego z córką zamożnej Arlene Ridgeway (Brenda Strong). Serial nie spotkał się jednak z pozytywnym przyjęciem i z powodu niskiej oglądalności po jednym miesiącu został zdjęty z ekranu. 
Grywał w horrorach: Mustang Sally (2006)  z Elizabeth Daily, Lost Signal (2007) i Killer Movie (2008). Był mechanikiem w biograficznym dramacie kryminalnym Ridleya Scotta Amerykański gangster (2007) u boku Russella Crowe i Denzela Washingtona.

## Filmografia

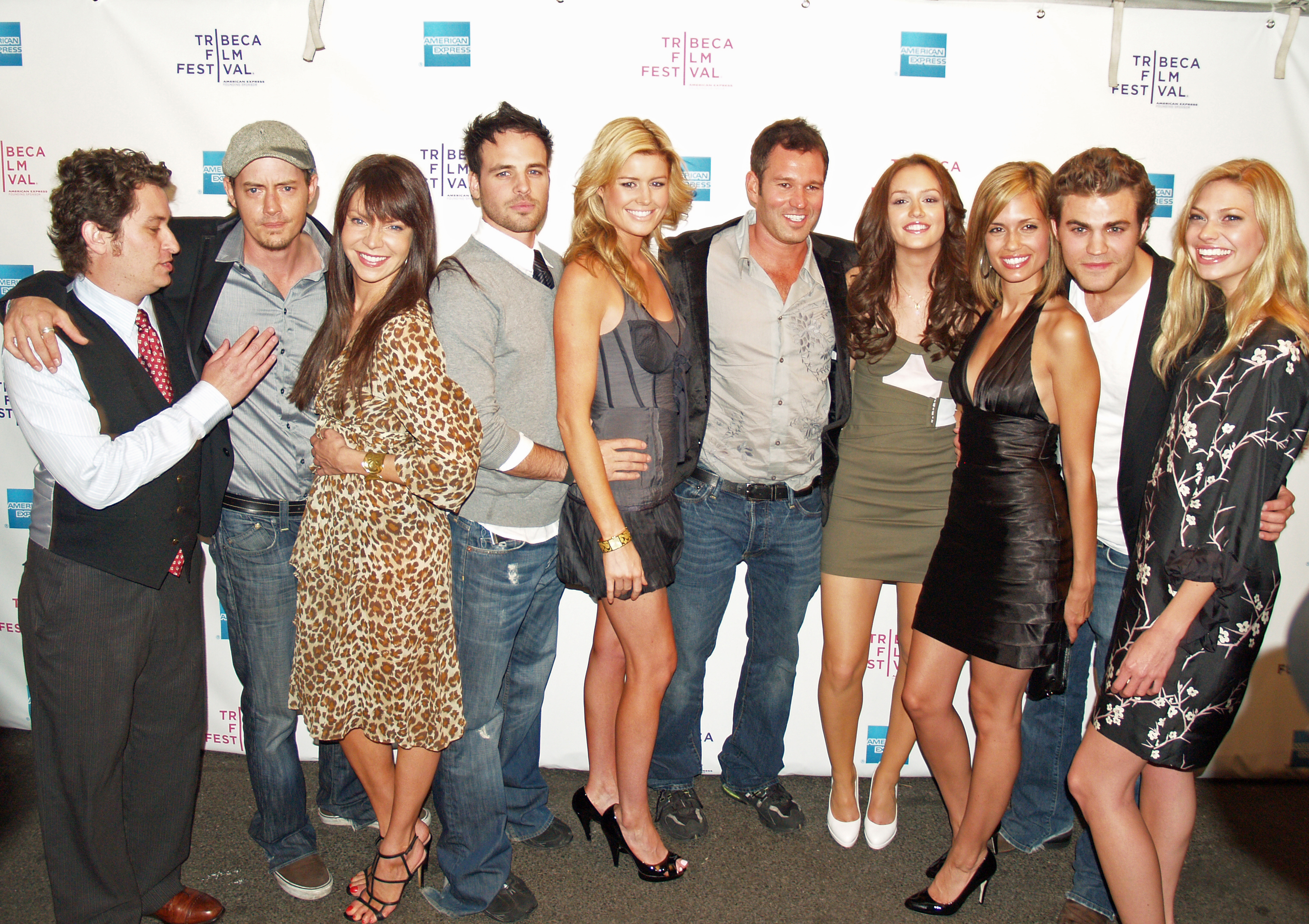
Członkowie obsady filmu Killer Movie (Santos − czwarty od lewej) podczas jego premiery na Tribeca Film Festival.

### Filmy
- 2001: Santa Monica Boulevard jako Scott
- 2003: Smakosz 2 (Jeepers Creepers 2) jako Dante Belasco
- 2006: Mustang Sally jako Ryan
- 2007: Amerykański gangster jako mechanik
- 2007: Lost Signal jako Kevin Healy
- 2008: Killer Movie jako Luke
- 2009: 2 Dudes and a Dream jako Chuck Stevenson
- 2010: Immortal Cycle jako Chance
- 2010: Vineyard Haven jako oficer Breaker
- 2010: Love Is a Hurtin' Thing (lub Love Is a Hurtin' Thing: The Lou Rawls Story) jako Marlon Brando (niewydany)
- 2011: Geezas jako Paul
- 2012: Speed Demons jako Chance

### Seriale TV
- 2000–2001: Grosse Pointe jako Johnny Bishop/Brad Johnson (serial TV)
- 2001: Nash Bridges jako Mattew, chłopak Cassidy Bridges
- 2001: Żarty na bok (That's Life) jako Peter
- 2004: Do usług (The Help) jako Ollie, szofer
- 2007–2008: CSI: Kryminalne zagadki Nowego Jorku (CSI: NY) jako Ollie Barnes